# ماتئی ویسنی‌یک
ماتئی ویسنی‌یک یا ماتِی ویشنیِک (به رومانیایی: Matei Vişniec) (زاده ۲۹ ژانویه ۱۹۵۶ در ردوتس رومانی) نمایشنامه‌نویس، شاعر و روزنامه‌نگار فرانسوی رومانیایی تبار است. یکی از معروف‌ترین آثار او، نمایشنامه‌ای با نام بلند «داستان خرس‌های پاندا به روایت یک ساکسیفونیست که دوست دختری در فرانکفورت دارد» (۱۹۹۶) است که به زبان‌های مختلف دنیا ترجمه و اجرا شده است. ویسنی‌یک پس از مهاجرت به فرانسه از سال ۱۹۸۸ آثارش را به زبان فرانسوی می‌نویسد.

## زندگی
ماتئی ویسنی‌یک در سال ۱۹۵۶ در شهر ردوتس رومانی زاده شد. او در رشته تاریخ و فلسفه ادامه تحصیل داد و از سال ۱۹۷۷ نمایشنامه‌نویسی را آغاز کرد. او در سال ۱۹۸۴ جایزه اتحادیه نویسندگان رومانیایی را برای بهترین کتاب شعر دریافت کرد. ویسنی‌یک در طی ۱۰ سال، نمایشنامه‌های زیادی نوشت که همه آنها در کشورش ممنوع شدند. یک رمان و دو فیلمنامهٔ او نیز به همین سرنوشت دچار شدند. او در سپتامبر ۱۹۸۷ در پی دعوت بنیاد فرهنگی پاریس به فرانسه رفت و پس از درخواست پناهندگی سیاسی در این کشور اقامت گزید. پس از سقوط حکومت کمونیستی رومانی، ویسنی‌یک در دسامبر ۱۹۸۹ به کشورش بازگشت و افزون بر انتشار آثارش در رومانی، فعالیت‌های ادبی و هنری را از سر گرفت.

## برخی از آثار

### نمایشنامه‌ها
- نان در جیب (۱۹۸۴)
- سه شب با مادوکس (۱۹۹۵)
- دستنویس‌های قلابی (۱۹۹۵)
- داستان خرس‌های پاندا به روایت یک ساکسیفونیست که دوست‌دختری در فرانکفورت دارد (۱۹۹۶)
- اسب‌های پشت پنجره (۱۹۹۶)
- آخرین گودو (۱۹۹۶)
- تئاتر تیکه شده یا مرد زباله‌ای (۱۹۹۶)
- نامه‌ای به درخت‌ها و پرنده‌ها (۱۹۹۷)
- من چه جوری ممکنه یه پرنده باشم؟ (۱۹۹۷)
- پیکر زن، یک میدان مبارزه در جنگ بوسنی (۱۹۹۷)
- حواستون به پیرزنهایی که از تنهایی پوسیدن باشه (۲۰۰۴)
- تماشاچی محکوم به اعدام (۲۰۰۶)
- ریچارد سوّم اجرا نمی‌شود
- دندان
- مهاجرااااان!: تو این قایق لعنتی دیگه جا نیست (۲۰۱۸)

تاکنون پنج نمایشنامه از میان آثار ویسنی‌یک توسط تینوش نظم‌جو، مترجم مقیم فرانسه به زبان فارسی ترجمه شده‌اند.
نمایشنامه «ریچارد سوّم اجرا نمی‌شود: یا صحنه‌هایی از زندگی مایر هولد» در تابستان سال ۱۳۹۷ به کارگردانی روح‌الله جعفری به روی صحنه رفت، اما با عدم پذیرش در جشنوارهٔ تئاتر فجر روبرو شد.